# 斯特烏靈
斯特烏靈（丹麥語：Støvring），丹麥日德蘭半島北部的一座城鎮，雷比爾市鎮的行政中心。